# Tom Biss
Thomas Matthew „Tom“ Biss (* 20. Januar 1993 in Hastings) ist ein neuseeländischer Fußballspieler.

## Karriere
Biss besuchte das St John’s College in seiner Geburtsstadt Hastings und gehörte in dieser Zeit zum Trainingskader der neuseeländischen U-15-Auswahl. Ab 2005 wurde er zudem in der neu gegründeten Hawke's Bay United Football Academy unter Leitung von Jonathan Gould gefördert. Im November 2010 war Biss Gastspieler bei der U-19 des Lower Hutt City AFC, als die Mannschaft das Finale um die nationale Jugendmeisterschaft erreichte. Zum Jahreswechsel 2010/2011 spielte er unter Gould für die Reservemannschaft von Wellington Phoenix in der ASB Challenge Series, einer Reihe von Testspielen gegen die Teilnehmer der neuseeländischen Landesmeisterschaft. Im Januar 2011 spielte der Mittelfeldakteur erstmals für Hawke’s Bay United in der New Zealand Football Championship, verpasste mit dem Klub aber ebenso wie in der Folgesaison als Tabellenfünfter die Teilnahme an der Finalrunde. Nach dem Ende der Saison 2011/12 wechselte er im April 2012 für kurze Zeit nach Western Australia zum Armadale SC und erzielte für den Klub drei Treffer in der Western Australia Premier League. Biss war in dieser Zeit zudem auch auf lokaler Ebene aktiv, 2011 spielte er für Lower Hutt City in der Central League, Mitte 2012 führte er als Kapitän zeitweise den Ligakonkurrenten Maycenvale United an. Seinen Lebensunterhalt verdient Biss als Angestellter bei einem Autohändler.
Im Juni 2012 wurde Biss einer der ersten neun Spieler, die für die Phoenix Football School of Excellence ausgewählt wurden. Mit dem Projekt sollen neuseeländische Nachwuchsspieler an die Profimannschaft von Wellington Phoenix herangeführt werden. Im Rahmen dieses Projekts trainiert Biss regelmäßig mit dem A-League-Team von Wellington und nahm im August 2012 auch an einer Indien-Tournee teil. Im Kampf um zwei Profiverträge hatte er allerdings gegen Louis Fenton und Tyler Boyd das Nachsehen. Als sich am 2. Spieltag der Saison 2012/13 zum Auswärtsspiel gegen Melbourne Heart sieben Spieler von Wellington Phoenix auf Länderspielreise befanden, rückte Biss in den Kader und stand nach einer kurzfristigen Erkrankung von Cameron Lindsay in der Startelf. Obwohl Wellington mit insgesamt vier A-League-Debütanten in der Startaufstellung antrat, gelang mit einem 1:1-Unentschieden ein Punktgewinn; Biss war dabei 80 Minuten im Einsatz.
Gemeinsam mit weiteren Spielern der School of Excellence wird Biss in der Spielzeit 2012/13 für das Kooperationsteam Team Wellington in der neuseeländischen Meisterschaft antreten.